# MUSIC WOLF TV
MUSIC WOLF TV（ミュージックウルフ ティービー）はNBCテレビにて、2010年に開始した「MUSIC FLOW」（情報☆ぴかっぷμ内）の後継番組として、2013年にスタートした長崎ローカル音楽番組。
現在毎週火曜（25:40 - 25:50）の10分で、毎月月替わりのオープニング曲。ゲストコメントとミュージックビデオで構成されている。
ナビゲーターはNBCラジオ「MUSIC WOLF」（毎週日曜22:00 - 22:30）のパーソナリティ・ザマツ。